# Mariouta stangei
Mariouta stangei é uma espécie de dermestídeo da tribo Marioutini, com distribuição no sudoeste asiático

## Distribuição
A espécie tem distribuição na Arábia Saudita, Omã, Paquistão e Turquemenistão.